# Несмеяновка (Самарська область)
Несмеяновка (рос. Несмеяновка) — село в Алексєєвському районі Самарської області Російської Федерації.
Населення становить 337 осіб. Входить до складу муніципального утворення сільське поселення Алексєєвка.

## Історія
Від 2005 року входило до складу муніципального утворення сільське поселення Алексєєвка.

## Населення
| 1986 | 2002 | 2010 | 2014 | 2015 |
| ---- | ---- | ---- | ---- | ---- |
| 351  | ↗352 | ↘243 | ↘238 | ↗337 |